# Mycenaceae
Mycenaceae is een botanische naam, voor een familie van schimmels. Verreweg het meest omvangrijke geslacht binnen de familie is Mycena.

## Geslachten
Volgens de Index Fungorum [11 september 2020] bestaat de familie uit 22 geslachten.
- Amparoina
- Cruentomycena
- Decapitatus
- Dictyopanus
- Dictyoploca
- Favolaschia
- Filoboletus
- Flabellimycena
- Galactopus
- Heimiomyces
- Hemimycena
- Insiticia
- Mycena
- Mycenoporella
- Mycomedusa
- Panellus
- Phlebomarasmius
- Poromycena
- Resinomycena
- Roridomyces
- Sarcomyxa
- Tectella
- Urospora
- Xeromphalina